# Leopold Marschak

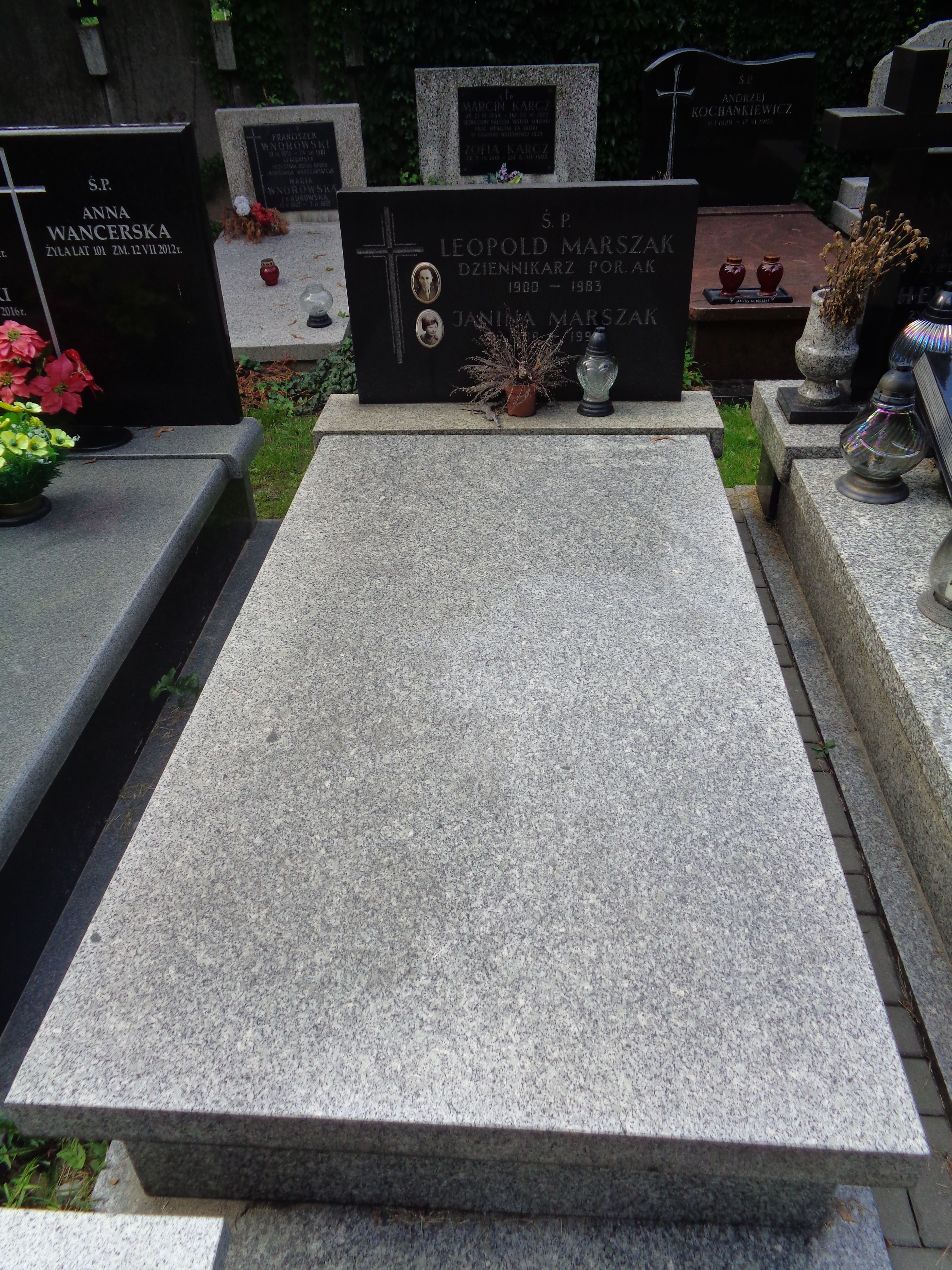
Grób Leopolda Marszaka na cmentarzu Wojskowym na Powązkach

Leopold Marschak, Leopold Ryszard Marszak, ps. Old (ur. 23 kwietnia 1900 w Warszawie, zm. 11 kwietnia 1983 tamże) – polski dziennikarz, publicysta i działacz społeczny.

## Życiorys
Studiował na Politechnice Warszawskiej budowę maszyn, naukę ukończył w 1921. Już podczas studiów był mechanikiem i pilotem w jednostkach lotniczych Wojska Polskiego. Od 1921 był reporterem, publicystą i dziennikarzem, pracował dla prasy warszawskiej, współpracował z „Wiadomościami Warszawskimi” i tygodnikiem „Głos Stolicy”. Należał do grona założycieli Klubu Sprawozdawców Lotniczych. W latach 30. pracował w PR Warszawa. Podczas kampanii wrześniowej walczył w randze oficera, po jej upadku wstąpił do konspiracji. Po powstaniu Armii Krajowej wszedł w szeregi ugrupowania „Wilki”, które działało na Wileńszczyźnie. Po wejściu Armii Czerwonej do Lublina w 1944 został dziennikarzem Polskiej Agencji Prasowej Polpress. Później pisał m.in. dla „Rzeczpospolitej”, „Dziennika Łódzkiego”, a po 1945 był korespondentem z ramienia PAP podczas procesów norymberskich. Od 1951 związał się zawodowo z Polskim Radiem, zajmował się publicystyką dotyczącą polityki międzynarodowej oraz był sprawozdawcą sejmowym. W latach 60. współpracował z „Przekrojem”, „Przeglądem Polskim”. Leopold Marschak był współzałożycielem i prezesem Klubu Publicystów Lotniczych przy Stowarzyszeniu Dziennikarzy Polskich. W uznaniu zasług zawodowych został wyróżniony Nagrodą im. Bolesława Prusa. Pochowany na cmentarzu Wojskowym na Powązkach (kwatera D 14-1-17).

## Ordery i odznaczenia
- Krzyż Oficerski Orderu Odrodzenia Polski
- Srebrny Krzyż Zasługi (18 września 1945)[8]
- Medal 10-lecia Polski Ludowej (7 stycznia 1955)[9]

## Publikacje
- Marschak L., Musa Dżalil, Seria wydawnicza: Żółty Tygrys (tom: 1962/20), Wydawnictwo MON, Warszawa 1962.
- Kozłowski Wacław, Marschak L., Na tropach ludobójców, Seria wydawnicza: Żółty Tygrys (tom: 1965/17), Wydawnictwo MON, Warszawa 1965, s. 103.
- Marschak L., Byłem przy tym... (wspomnienia 1914-1939), Spółdzielnia Wydawnicza „Czytelnik”, Warszawa 1973, s. 450.
- Marschak L., Zaraz po wojnie, Spółdzielnia Wydawnicza „Czytelnik”, Warszawa 1978, s. 431.